# Фиал (архитектура)

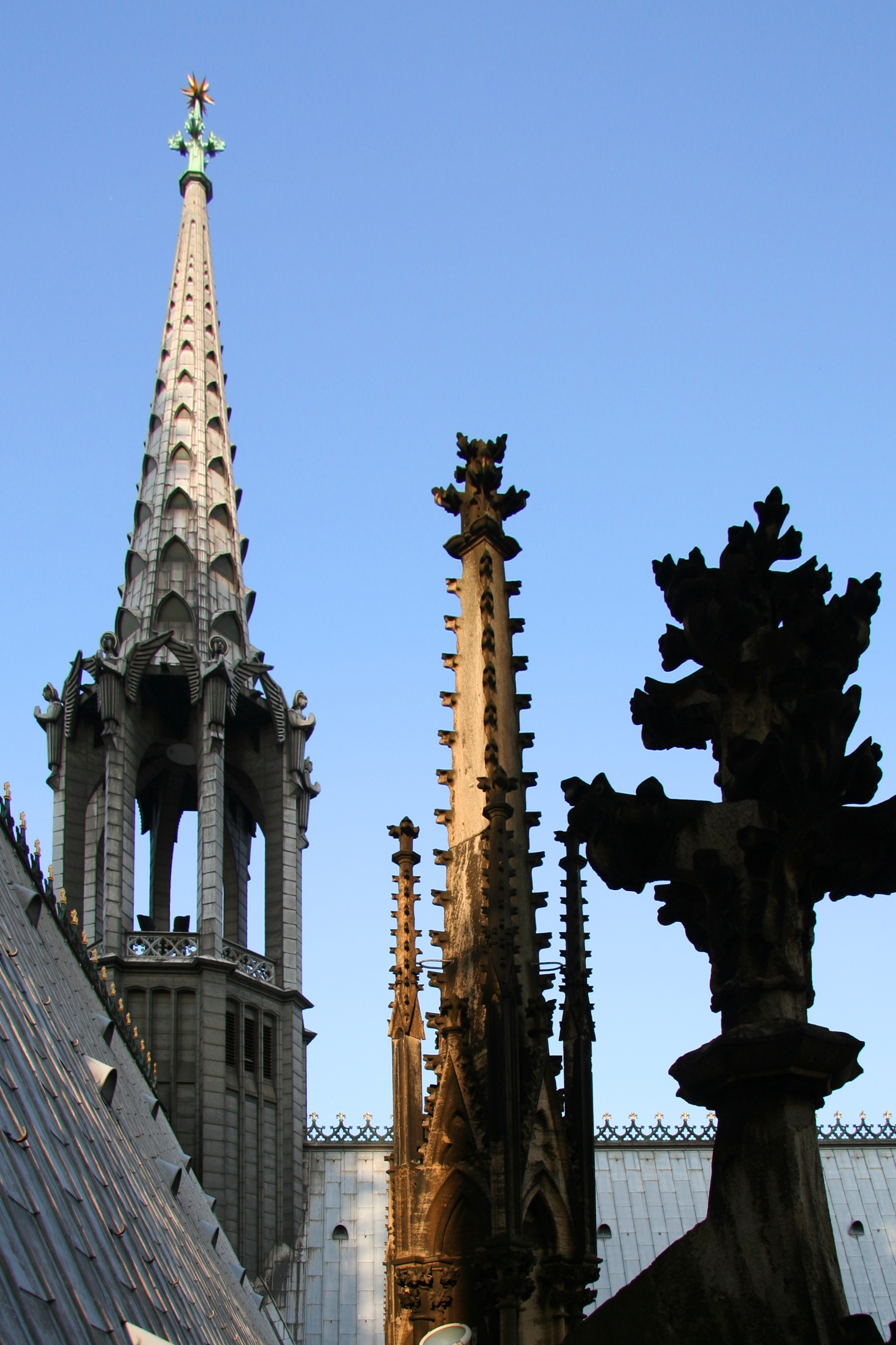
Фиалы Кёльнского собора

Фиал (фр. phiala — чашечка, башенка) — в архитектуре готического стиля так называется гранёное шатровое навершие пирамидальной формы, венчающее башенки — пинакли. Рёбра пинаклей украшали краббами, а вершину — крестоцветом.
Иногда термин «фиал» употребляют в более широком значении: любой небольшой шпиль. В стиле поздней, пламенеющей готики фиалы приобретали изощрённую, спирально закрученную форму, наподобие языков пламени. О том, что этим элементам готической архитектуры придавали не только декоративное, но и символическое значение свидетельствует трактат немецкого строителя из Регенсбурга Маттеуса Рорицера «О преимуществах фиалов» (Der Fiale Gerechtigkeit, 1486) с двадцатью двумя чертежами, награвированными на дереве. Иллюстрации показывают, в частности, принципы готического пропорционирования.
Спирально закрученные фиалы, напоминающие языки пламени, — характерная деталь архитектуры «пламенеющей готики». Миниатюрные фиалы, согласно принципу миниатюризации, свойственному готическому искусству, украшают средневековую резную деревянную мебель, в частности кресла церковных хоров, и металлические реликварии.